# Le Pré-d'Auge
Le Pré-d'Auge (lə pʁe.d‿oʒⓘ) es una población y comuna francesa, situada en la región de Baja Normandía, departamento de Calvados, en el distrito de Lisieux y cantón de Lisieux-3.

## Demografía
| 457 | 508 | 551 | 607 | 654 | 745 |
| Para los censos de 1962 a 1999 la población legal corresponde a la población sin duplicidades (Fuente: INSEE [Consultar]) |     |     |     |     |     |